# Schizothorax kozlovi
Schizothorax kozlovi är en fiskart som beskrevs av Nikolskii, 1903. Schizothorax kozlovi ingår i släktet Schizothorax och familjen karpfiskar. Inga underarter finns listade i Catalogue of Life.